# Faro de Punta de la Polacra
El faro de Punta de la Polacra es un faro situado en la Punta de la Polacra, próxima a Níjar, en la provincia de Almería, Andalucía, España. Se encuentra en el parque natural del Cabo de Gata-Níjar y está gestionado por la Autoridad Portuaria de Almería.

## Historia
Se inauguró el 9 de septiembre de 1991, de esta manera se ha convertido en el último faro construido en Almería. La linterna está colocada sobre una torre vigía del siglo XVIII, la "Torre de los Lobos". Su altura focal, 281 metros sobre el nivel del mar, lo convierte en el faro más alto de España y del Mediterráneo.

## Galería

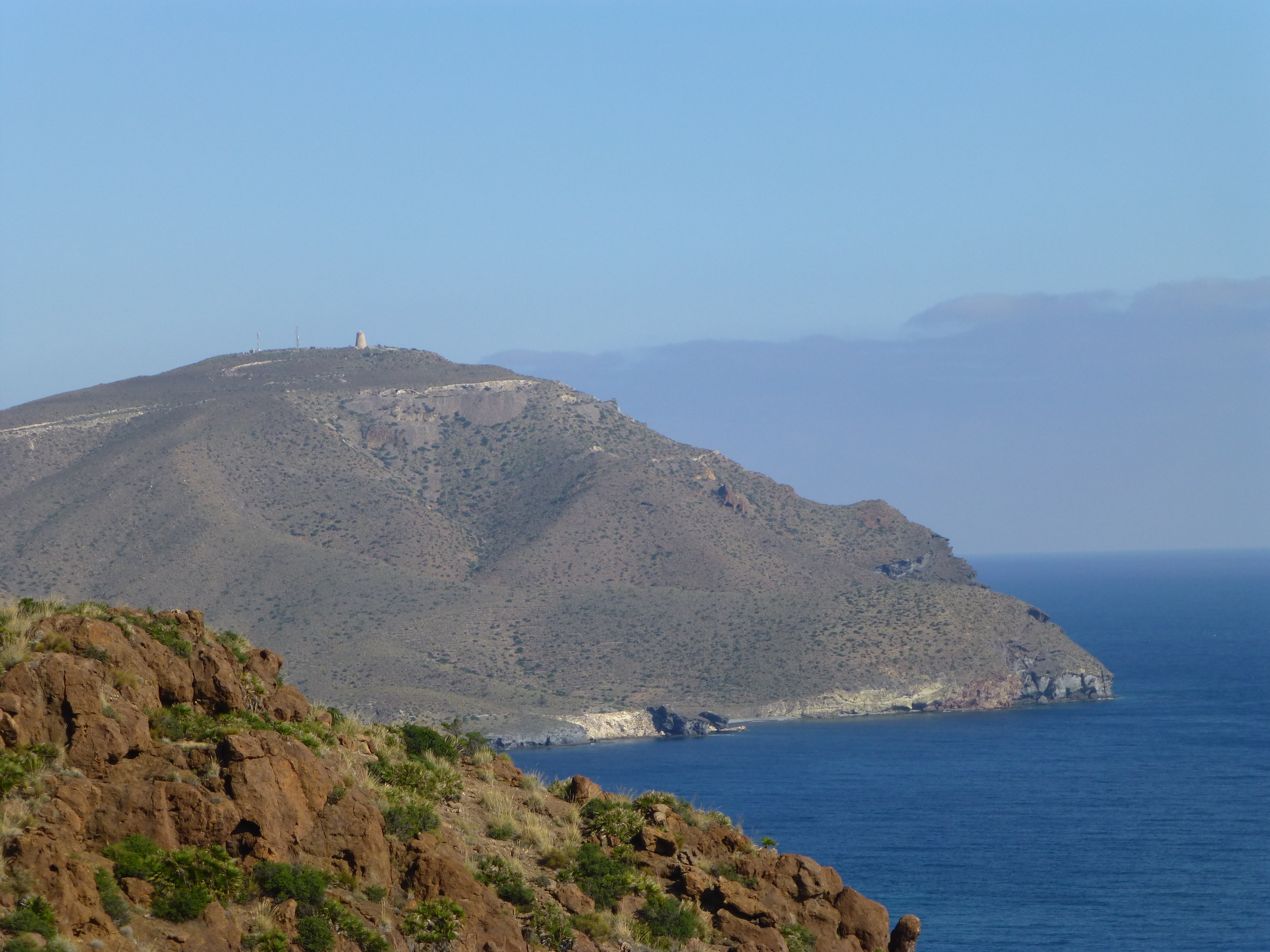
Cerro de los Lobos.
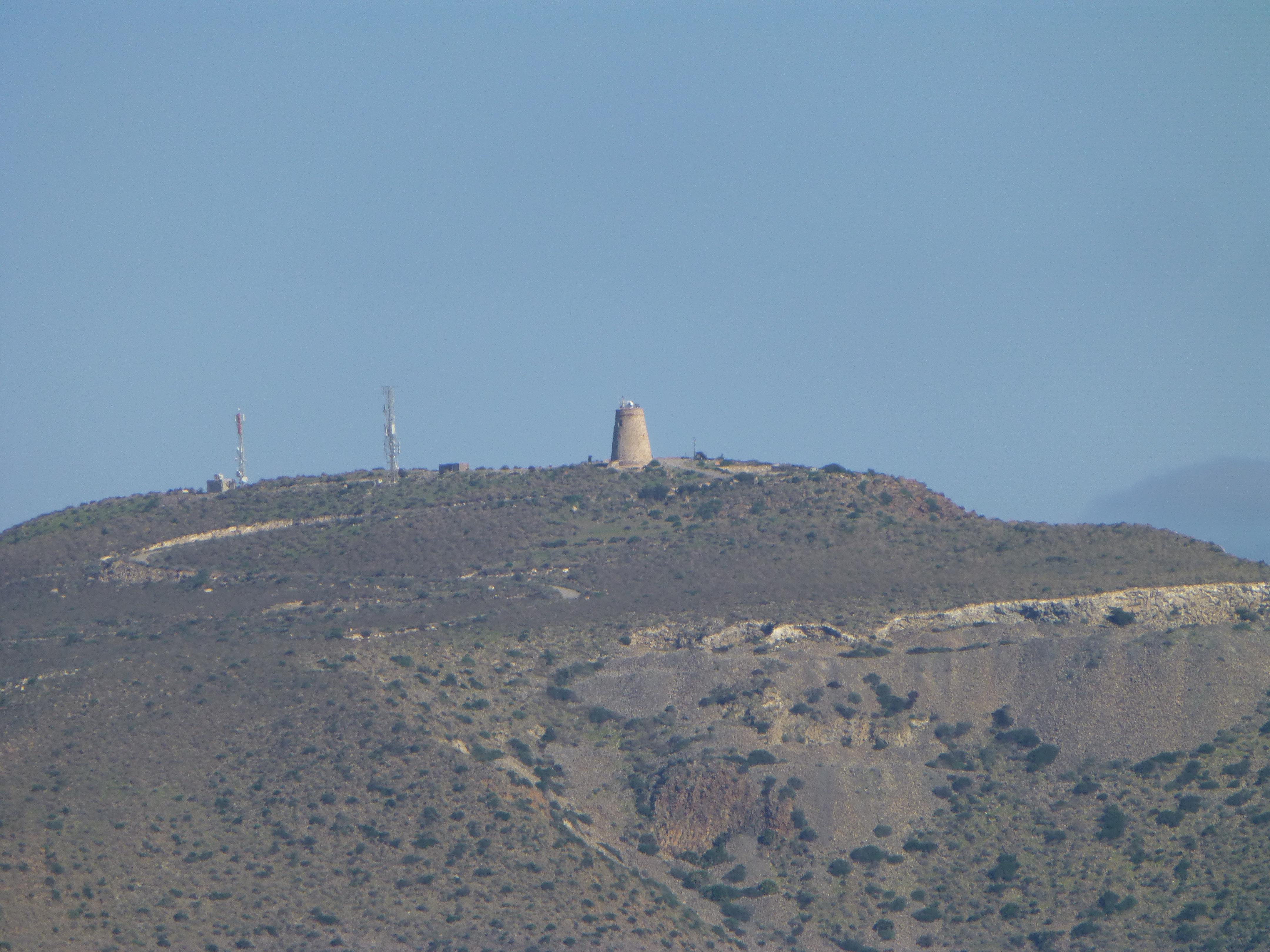
Vista desde el mirador de la Amatista.
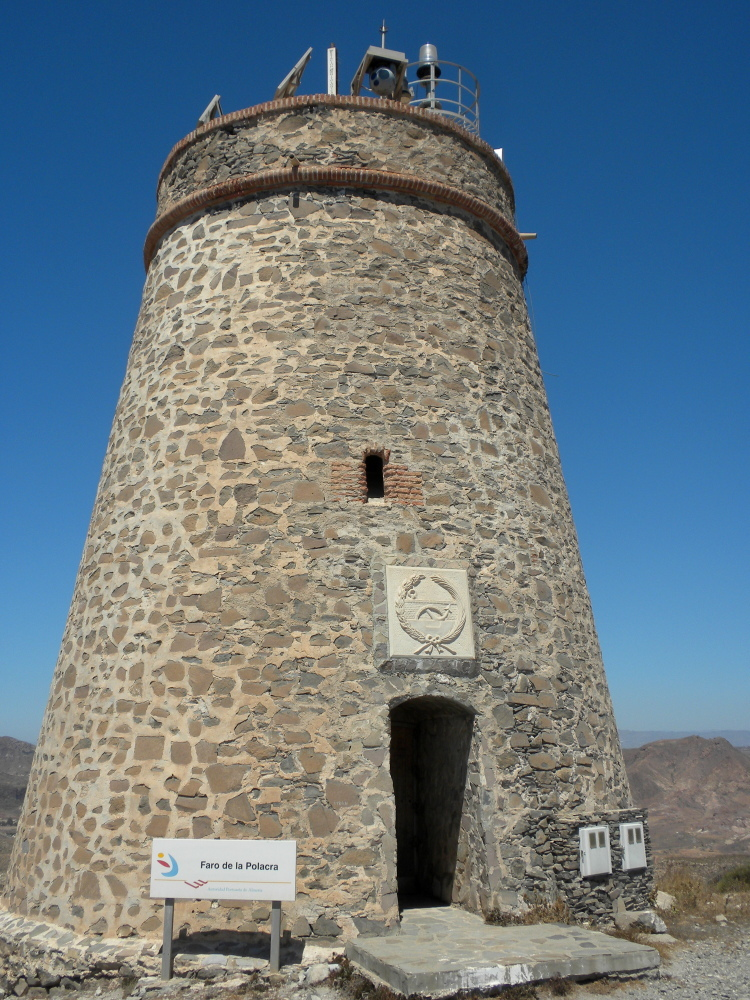
Torre de los Lobos.